# Rempolz
Rempolz ist ein Gemeindeteil des oberschwäbischen Marktes Ottobeuren im Landkreis Unterallgäu.

## Geografie
Die Einöde Rempolz liegt etwa fünf Kilometer südöstlich von Ottobeuren. Der Ort ist über Eheim mit dem Hauptort verbunden.

## Geschichte
1433 erwarb das Kloster Ottobeuren die Siedlung vom Memminger Diepold Zwicker. 1564 hatte der Weiler 42 Einwohner. Die Zahl sank bis 1811 auf 12; die gleiche Einwohnerzahl wurde bei der Volkszählung 1961 ermittelt. Rempolz gehörte zur Gemeinde Betzisried und wurde mit dieser im Zuge der Gebietsreform in Bayern am 1. Januar 1972 in den Markt Ottobeuren eingegliedert.